# Palau de Westminster
El Palau de Westminster domina la riba nord del riu Tàmesi, a la Ciutat de Westminster, a Londres (Anglaterra), a prop d'altres edificis governamentals a Whitehall. També disposa d'altres Castells com a llocs d'interès, és el lloc on es reuneixen les dues cambres del Parlament del Regne Unit la Cambra dels Lords i la Cambra dels Comuns). El palau, que està inscrit a la llista del Patrimoni de la Humanitat nomenat de la UNESCO des de 1987.
El palau va servir inicialment com a residència reial, però cap monarca hi ha viscut des del segle xvi. La major part de l'estructura actual data del segle xix, data en què el palau va ser reconstruït després d'un incendi el 1834, que va destruir la major part de l'edifici. Els arquitectes responsables de la reconstrucció són Sir Charles Barry i Augustus Pugin. L'edifici és un exemple de l'estil neogòtic. Una de les característiques més notables del palau és la torre del rellotge, una atracció turística on hi ha la campana Big Ben, nom assignat erròniament al rellotge de la torre.
El palau conté més de mil habitacions i les més importants són els salons de la Cambra dels Lords i la Cambra dels Comuns. El palau també inclou sales de reunió, biblioteques, passadissos, menjadors, bars i gimnasos. És el lloc on es celebren importants cerimònies d'estat, de les quals la més important és la Cerimònia d'obertura del Parlament. El palau està molt associat amb les dues Cambres, tal com ho demostra l'ús de la paraula «Westminster» per referir-se al «Parlament». Les oficines dels parlamentaris són a edificis propers, com ara la Casa Portcullis i els edificis Norman Shaw.

## Història
El Palau de Westminster a la ribera del riu Tàmesi era estratègicament important durant l'edat mitjana. Hi ha edificis almenys des dels temps dels anglosaxons. Llavors conegut com a Thorney Island, el lloc podria haver-se utilitzat com a residència reial per Canut el Gran que va regnar del 1016 al 1035. El penúltim monarca saxó d'Anglaterra, Eduard el Confessor, va construir un palau reial a Thorney Island a l'oest de la ciutat de Londres al mateix temps, més o menys, que s'hi construïa l'abadia de Westminster (1045-1050).
L'àrea de Thorney Island va passar a ser coneguda aviat com a Westminster (minster en anglès signirifca ‘església important’. Prové del llatí monasterium, ‘monestir’ al qual es va afegir el prefix west- (‘oest’). Després de la conquesta normanda (1066), el rei Guillem I es va establir a la Torre de Londres, però després es va instal·lar a Westminster. Ni els edificis utilitzats pels Saxons ni els que va utilitzar Guillem I van sobreviure. La part més antiga del Palau, el Westminster Hall i el Great Hall, daten del regnat del successor de Guillem I, Guillem II (1056-1100).
El palau de Westminster era la residència principal dels monarques anglesos cap al final de l'era medieval. El predecessor del Parlament, el Curia Regis (Consell Reial) era al Westminster Hall (tot i que canviava de lloc quan el Rei residia a un altre palau). El primer Parlament oficial d'Anglaterra es va reunir al palau el 1295. Des de llavors, gairebé tots els Parlaments —amb unes rares excepcions—s'hi han reunit.

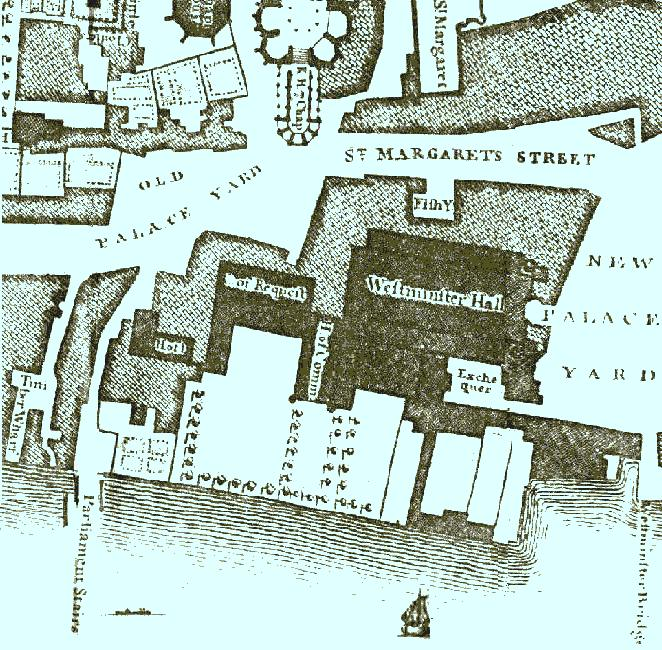
Un detall del mapa de Londres de 1746 de John Roque

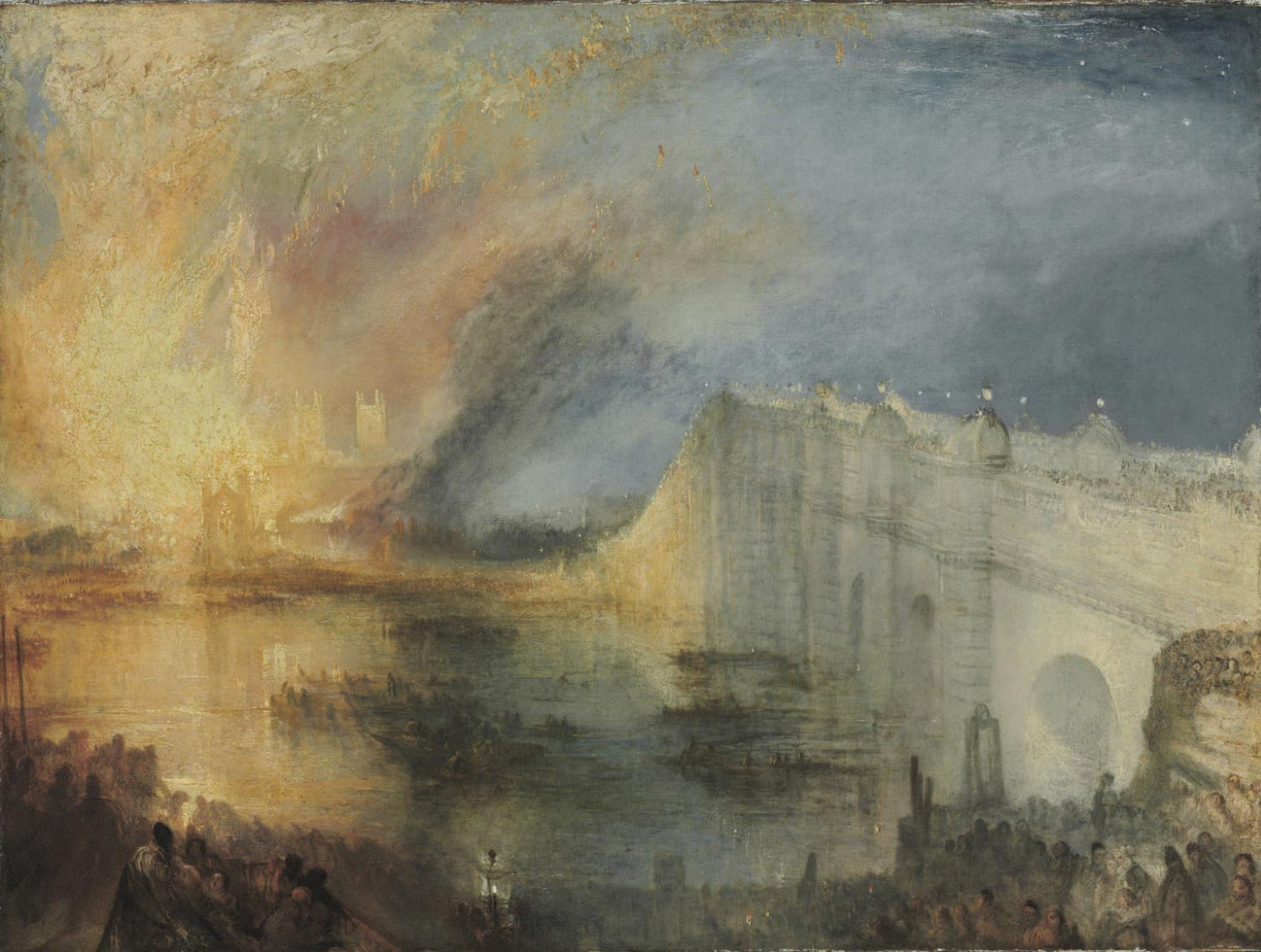
J. M. W. Turner mirava l'incendi del 1834 i van pintar bastants quadres incloent La Crema de la Cambra del Lord i dels Comuns (1835).

Westminster va continuar sent la principal residència de la monarquia a Londres fins que un incendi va destruir part de l'edifici l'any 1529. El 1530, Enric VIII d'Anglaterra va adquirir el York Palace del cardenal Thomas Wolsey, un ministre poderós que havia perdut el favor del rei. Enric VIII li va canviar el nom per Palau de Whitehall i el va utilitzar com a residència principal. Tot i que Westminster continuava com a palau reial oficial, servia sobretot per a les dues cambres del Parlament i alguns jutjats.
Com que originalment era un residència reial, el palau no incloïa cap edifici especialment pensat per a les corts. Les cerimònies importants i la Cambra dels Lords es celebraven a la «Painted Chamber» (cambra pintada). El 1801 la Cambra dels Lords es va traslladar a la «White Chamber» (cambra blanca). La Cambra dels Comuns, però, no tenia cap cambra pròpia; de vegades debatien a la sala de reunions de l'abadia de Westminster. Els Comuns van adquirir una cambra permanent al palau, la capella de Saint Stephen, una antiga capella reial, però només durant el regnat del successor d'Enric VIII, el rei Eduard VI.
Amb la reforma protestant, el 1548 es va dissoldre el col·legi dels canonges de St. Stephen (entre altres institucions); així que la capella va passar a servir per a l'ús dels comuns que hi van fer les alteracions que van considerar convenients.

## Interior

### Cambra dels Lords
La Cambra dels Lords és a la part sud del palau. És un saló molt decorat i d'àmplies dimensions (fa 14 m per 24 m). Els escons de la cambra, tal com d'altres mobles, són de color vermell. La part superior està decorada amb vitralls de colors i per sis pintures al·legòriques representant la religió, la cavalleria i la llei.
És el lloc de cerimònies, dins les quals la més important és la cerimònia d'Obertura del Parlament, State Opening of Parliament, que se celebra a l'inici de les sessions anuals parlamentàries. El Sobirà, assegut al tron, fa el seu «Discurs del Tron», resumint l'agenda legislativa del govern per a la pròxima sessió parlamentària.

### Cambra dels Comuns
La cambra dels Comuns és a l'ala nord del palau. És molt més austera que el saló de la Cambra dels Lords. Els seients, com els altres mobles, són de color verd. Durant la Guerra civil anglesa, el rei Carles I (1600-1649), el 4 de gener de 1642, hi va entrar amb forces armades per a arrestar —debades— cinc opositors, mai més un monarca britànic no hi va entrar des del 1642, per respecte del poble sobirà.

### Westminster Hall
El Westminster Hall és la part més antiga del palau, és el saló més gran d'Europa, i va ser construït el 1097. Històricament s'ha utilitzat per a nombroses funcions. També les dues Cambres del Parlament hi han fet discursos cerimonials davant alguns fets públics importants, com el 300è aniversari de la Revolució Gloriosa el 1988.

### Royal Gallery
És la sala més llarga del palau, amb 33.5 per 13.7 metres. Serveix sobretot com a escenari de la processó reial a les cerimònies d'Obertura del Parlament. També s'ha utilitzat en algunes ocasions per a recepcions en honor de dignitaris estrangers.

## Exterior
El disseny col·laboratiu de Charles Barry per al Palau de Westminster és en estil gòtic perpendicular, que va ser popular durant el segle xv i va tornar durant el renaixement gòtic del segle xix. Barry era un arquitecte clàssic, però va rebre l'ajuda de l'arquitecte gòtic Augustus Pugin. El Westminster Hall, del segle xi va sobreviure a l'incendi de 1834 i va ser incorporat al disseny de Barry. Pugin era disgustat amb el resultat de l'obra, especialment amb la disposició simètrica dissenyada per Barry; va comentar la famosa frase: «Tot grec, senyor; detalls Tudor en un cos clàssic».

### Treballs de maçoneria
El 1839, Charles Barry va fer una gira per la Gran Bretanya, visitant pedreres i edificis, amb un comitè que incloïa dos geòlegs destacats i un picapedrer. Van seleccionar Anston, una pedra calcària magnesiana de color sorrenca que s'extreu dels pobles d'Anston, al comtat de South Yorkshire, i Mansfield Woodhouse al Nottinghamshire. Es van triar dues pedreres d'una llista de 102, i la majoria de la pedra provenia de la primera. Una consideració crucial va ser el transport, per via aquàtica pel canal de Chesterfield, el mar del Nord i els rius Trent i Tàmesi. A més, Anston era més barat i «es podia subministrar en blocs de fins a quatre peus de gruix i es prestava a talles elaborades».

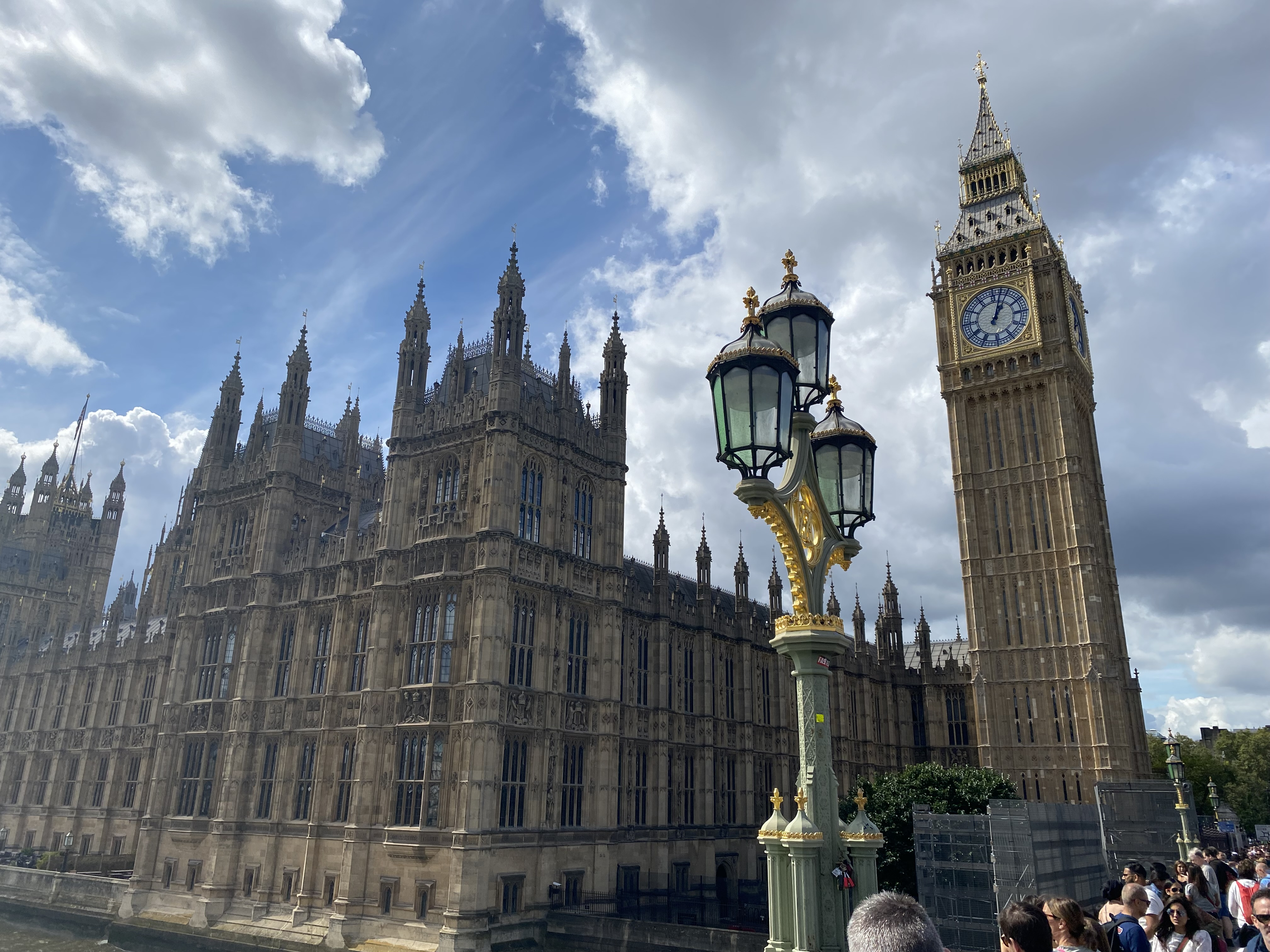
Vista des del pont de Westminster, destacant el color distintiu de la maçoneria

Tanmateix, la pedra d'Anston aviat va començar a deteriorar-se a causa de la contaminació i la mala qualitat d'algunes de les pedres. Tot i que aquests defectes ja ja van aparèixer el 1849, no es va fer res durant la resta del segle xix, ni tan sols després de molts estudis. Durant la dècada del 1910, però, va quedar clar que calia substituir una part de la maçoneria. El 1928 es va optar per a la pedra de Clipsham, una pedra calcària de color mel de Rutland, per substituir l'Anston deteriorat. El projecte va començar a la dècada del 1930, però es va aturar amb l'esclat de la Segona Guerra Mundial i no es va completar fins als anys 1950. A la dècada del 1960, la contaminació va tornar a fer estralls. Un programa de conservació i restauració de pedra per a les façanes externes i les torres va començar el 1981 i va acabar el 1994.

### Torres

#### Torre Victòria

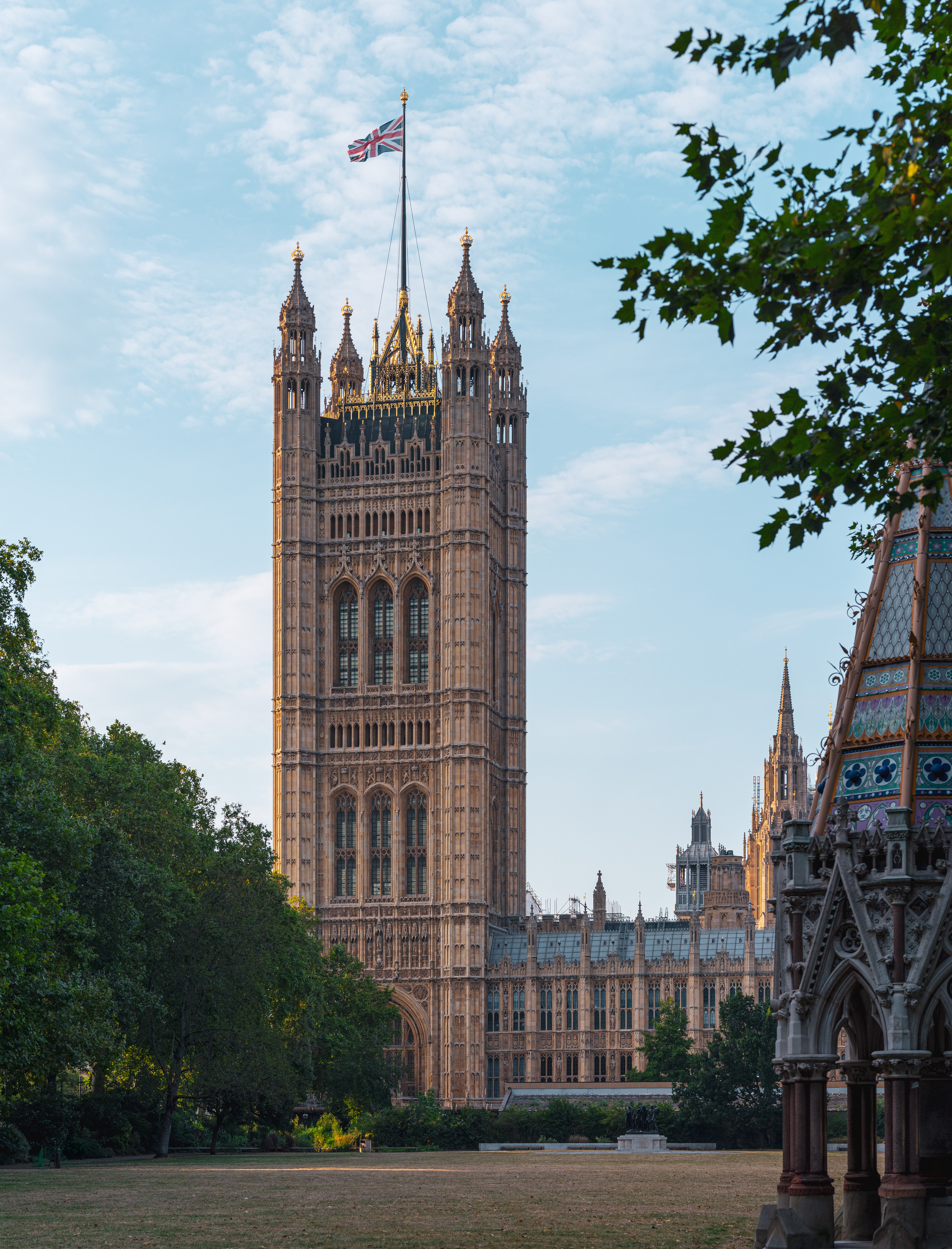
La Torre Victòria

El Palau de Westminster té tres torres principals. El més gran i més alt és la de 98,5 m, la Torre Victòria, que ocupa la cantonada sud-oest del palau. La torre era una part integral del disseny original de Barry, i pretenia que fos l'element més memorable, concebent-la com la torre d'un «castell» legislatiu. La torre va ser redissenyada diverses vegades i l'alçada va augmentar progressivament; un cop acabada el 1858, va ser l'edifici secular més alt del món.
A la base de la torre hi ha l'Entrada del Sobirà, que utilitzava el monarca sempre que entrava al palau per obrir el Parlament o per a altres ocasions d'estat. Els 15 m de l'arc alt està profusament decorat amb escultures, incloent-hi estàtues dels sants Jordi, Andreu i Patrici, i la reina Victòria. El cos principal de la torre alberga l'Arxiu Parlamentari a 8,8 km de prestatgeries d'acer repartides en 12 plantes. Els arxius inclouen les còpies mestres de totes les lleis del Parlament des del 1497 i manuscrits importants com la Declaració de Drets original i la sentència de mort del rei Carles I. A la part superior de la teulada piramidal de ferro colat hi ha un pal de bandera de 22 m, des de la qual oneja l' estendard reial (la bandera personal del monarca) quan el sobirà és present al palau. Tots els altres dies, la bandera de la Unió hi oneja.

#### Big Ben (Torre Elizabeth)

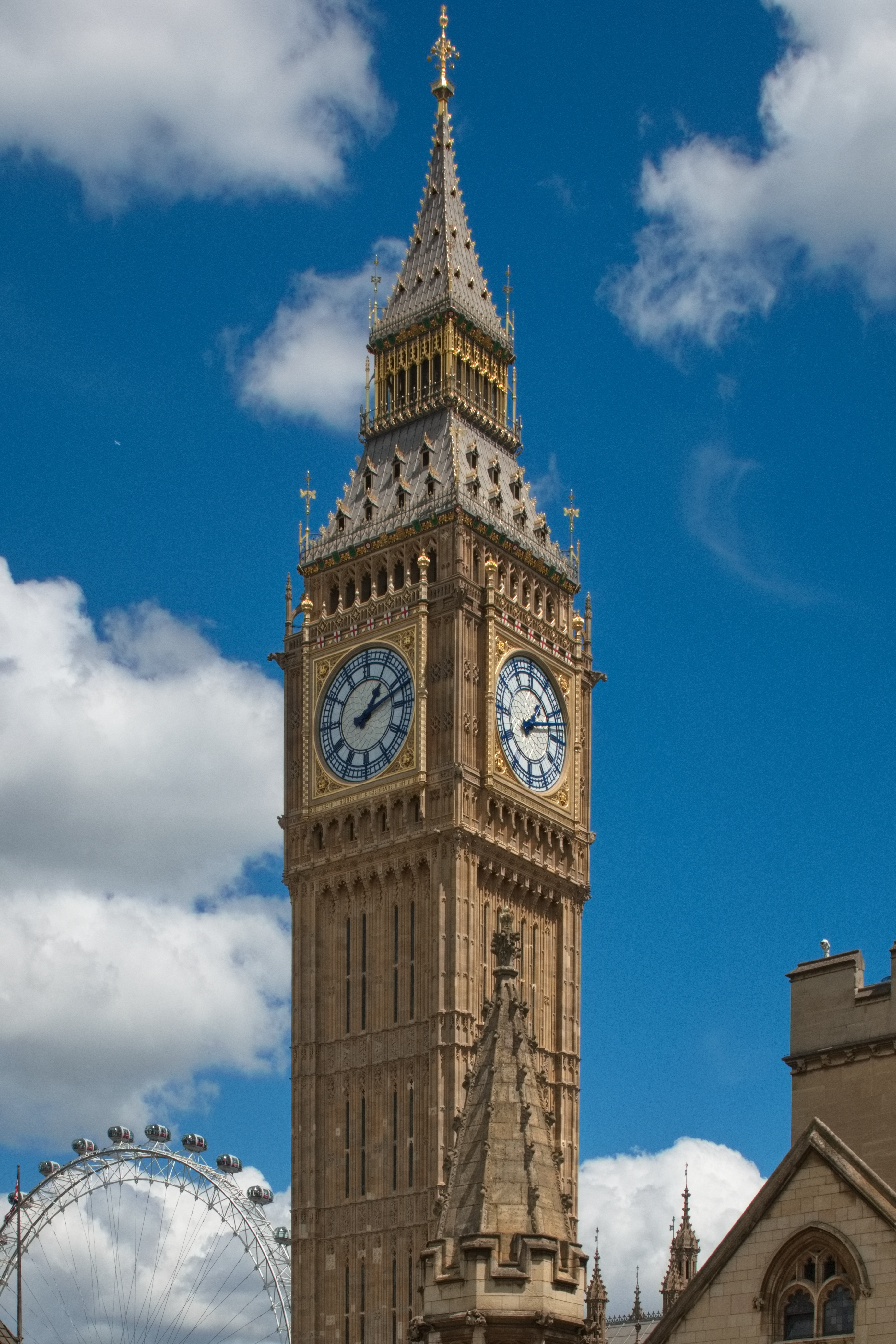
La Torre Elisabet (Big Ben)

A l'extrem nord del palau hi ha la Torre Elizabeth, coneguda comunament amb el sobrenom de Big Ben. A 96 m és només una mica més curta que la Torre Victòria, però molt més prima. Es va anomenar Torre del Rellotge fins al 2012, quan va ser rebatejada per celebrar el Jubileu de Diamant d'Elisabet II. La Torre del Rellotge va ser dissenyada per Augustus Pugin i construïda després de la seva mort. Charles Barry va demanar a Pugin que dissenyés la torre del rellotge perquè Pugin ja havia ajudat a Barry a dissenyar el palau.
La torre alberga el Gran Rellotge, que utilitza el mecanisme original construït per Edward John Dent segons els dissenys de l'horòleg aficionat Edmund Beckett Denison. És molt precís segons els estàndards del segle xix, marcant l'hora amb una precisió d'un segon, i continua sent fiable des que va entrar en servei el 1859. L'hora es mostra en quatre esferes de 7 m de diàmetre, fets de vidre de llet i il·luminats per darrere a la nit; la maneta de les hores fa 2,7 m de llarg i la maneta dels minuts 4,3 m.
Cinc campanes pengen al campanar que hi ha a sobre del rellotge. Les quatre campanes de quart toquen les campanades de Westminster cada quart d'hora. La campana més gran toca les hores; oficialment anomenada Gran Campana, generalment es coneix com a Big Ben, un sobrenom d'origen incert que, amb el temps, s'ha aplicat a tota la torre. La campana de les hores original es va esquerdar durant les proves i es va refondre; la campana actual va desenvolupar més tard una esquerda pròpia, que li dóna un so distintiu. És la tercera campana més pesada de Gran Bretanya, amb un pes de 13,8 tones. A la llanterna de la part superior de la Torre Elizabeth hi ha el llum Ayrton, que s'encén quan qualsevol de les cambres del Parlament està en sessió després de la foscor. Va ser instal·lat el 1885 a petició de la reina Victòria, perquè pogués veure des del Palau de Buckingham si els membres estaven treballant, i va rebre el nom d' Acton Smee Ayrton, que va ser el primer comissari d'obres a la dècada de 1870.

#### Torre Central

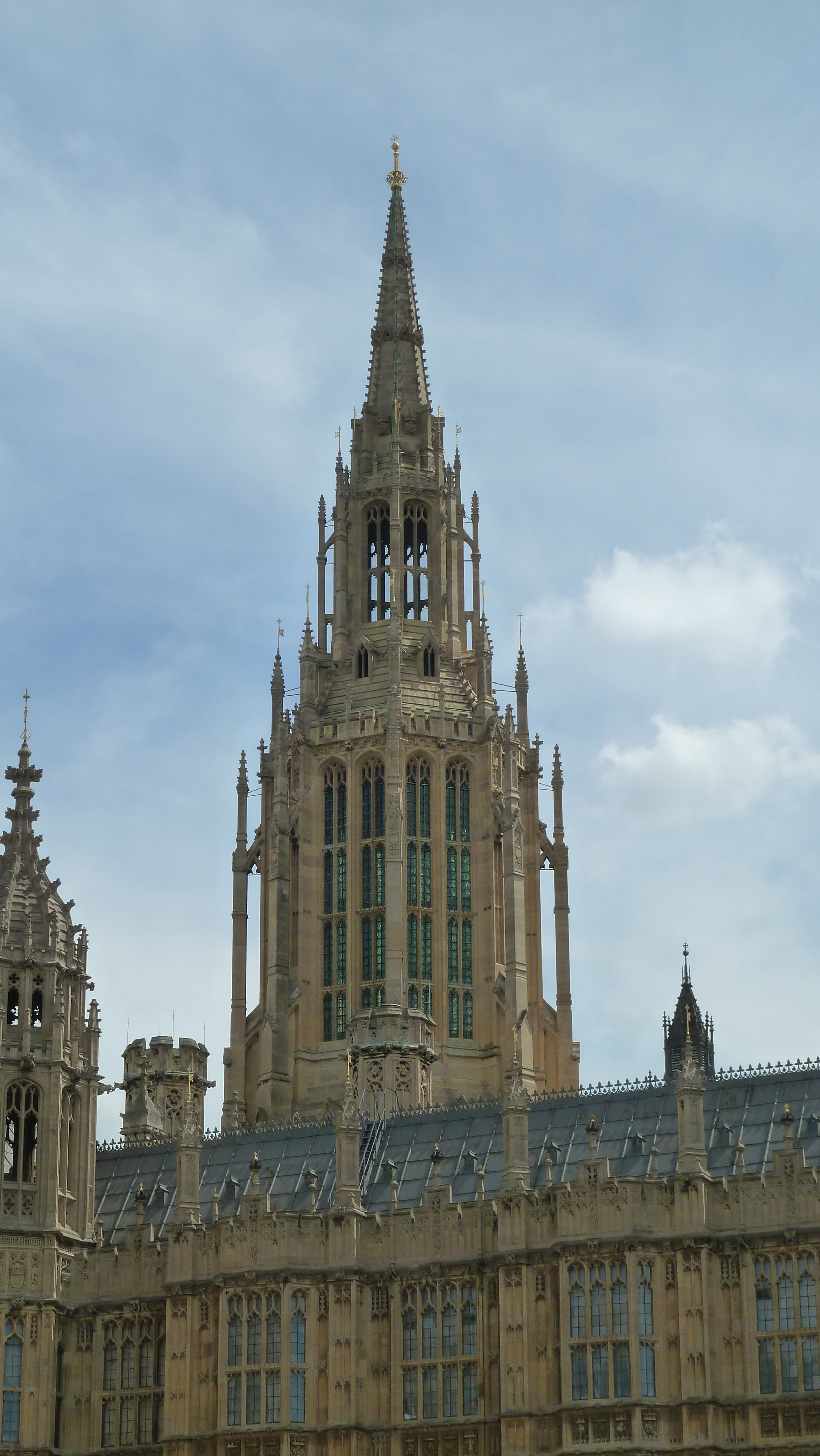
La Torre Central

La més curta de les tres torres principals del palau (amb 91 m), la Torre Central octogonal s'alça al mig de l'edifici, just a sobre del Vestíbul Central. Es va afegir als plans per insistència del Dr. David Boswell Reid, que estava a càrrec de la ventilació de les noves Cases del Parlament: el seu pla preveia una xemeneia central a través de la qual s'extreuria de l'edifici el que ell anomenava aire viciat amb la calor i el fum d'uns quatre-cents focs al voltant del palau. Per allotjar la torre, Barry es va veure obligat a rebaixar el sostre alt que havia planejat per al Vestíbul Central i reduir l'alçada de les seves finestres; tanmateix, la torre va resultar ser una oportunitat per millorar el disseny exterior del palau, i Barry va convertir-la en una cuculla per tal d'equilibrar l'efecte de les torres laterals més massisses. La Torre Central va fracassar completament en el seu propòsit declarat, però continua sent notable com la primera ocasió en què els serveis mecànics van tenir una influència real en el disseny arquitectònic, tot i resistir certs elements arquitectònics específics del clima, com ara els captadors de vent.

#### Torres més petites
Algunes altres característiques del palau de Westminster es coneixen com a torres. La Torre de Sant Esteve està situada al mig de la façana oest del palau, entre Westminster Hall i Old Palace Yard, i alberga l'entrada pública al palau. Els pavellons dels extrems nord i sud del front fluvial s'anomenen Torre del Portaveu i Torre del Canceller, respectivament, en honor als presidents de les dues cambres en el moment de la reconstrucció del palau: el Portaveu de la Cambra dels Comuns i el Lord Canceller. La Torre de l'Orador conté la Casa de l'Orador, la residència oficial del Portaveu dels Comuns.
A més dels pinacles que s'eleven entre les finestres de les façanes del palau, nombroses torretes animen l'horitzó de l'edifici. Igual que la Torre Central, aquestes hi són per raons pràctiques, ja que emmascaren els pous de ventilació.

### Terrenys
Hi ha diversos petits jardins que envolten el Palau de Westminster. Els jardins de la Torre Victòria estan oberts com a parc públic al llarg de la vora del riu, al sud del palau. El Jardí de la Vara Negra (anomenat així pel càrrec de Gentleman Usher de la Vara Negra) està tancat al públic i s'utilitza com a entrada privada. El pati del vell palau, davant del palau, està pavimentat i cobert amb blocs de seguretat de formigó. Cromwell Green (també a la façana, i el 2006 tancat per tanques per a la construcció d'un nou centre de visitants), New Palace Yard (al costat nord) i Speaker's Green (directament al nord del palau) són tots privats i tancats al públic. College Green, davant de la Cambra dels Lords, és un petit espai verd triangular que s'utilitza habitualment per a entrevistes televisives amb polítics.

## Interior
El Palau de Westminster conté més de 1.100 habitacions, 100 escales i 4,8 km de passadissos, que es reparteixen en quatre plantes. La planta baixa està ocupada per oficines, menjadors i bars; la primera planta, o principal, alberga les principals sales del palau, incloent-hi les cambres de debat, els vestíbuls i les biblioteques. Les dues plantes superiors s'utilitzen com a sales de comitès i oficines.
Alguns dels interiors van ser dissenyats i pintats per JG Crace, treballant en col·laboració amb Pugin i altres. Per exemple, Crace va decorar i daurar el sostre de la capella de Santa Maria de Soterrani.

### Disseny

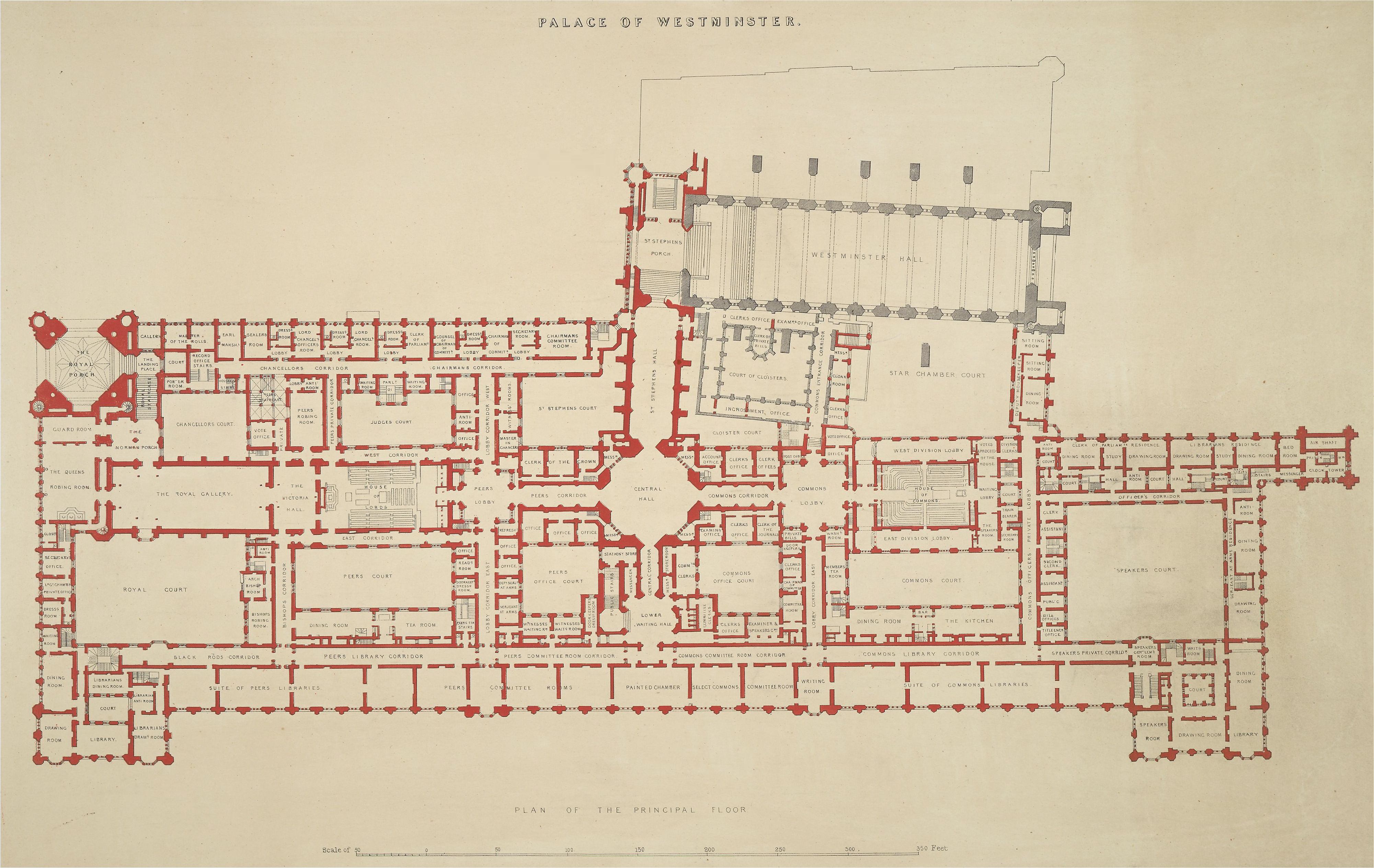
Disposició de la planta principal, amb el nord a la dreta. El vestíbul central és l'espai octogonal del centre; la cambra dels Comuns es troba al nord, amb la Torre Elizabeth més enllà. La cambra dels Lords és al sud, amb les habitacions del monarca més enllà. El Westminster Hall es troba a l'oest, en angle.

El palau és un edifici aproximadament rectangular amb el seu eix longitudinal paral·lel al riu Tàmesi. L'edifici està planificat al voltant del Vestíbul Central, una gran sala des de la qual surten passadissos que condueixen al nord a la Cambra dels Comuns, al sud a la Cambra dels Lords i a l'oest a l'entrada pública i al Westminster Hall; a l'est hi ha sales de comitès i biblioteques. Un conjunt d'habitacions conegudes com els Apartaments Reials estan a disposició del monarca regnant; es troben més enllà de la Cambra dels Lords, a l'extrem sud del palau.
El palau té entrades separades per als seus diferents usuaris: el monarca, els membres de la Cambra dels Lords, els membres del Parlament i el públic. L'Entrada del Sobirà es troba a la base de la Torre Victòria, a la cantonada sud-oest del palau, i condueix directament als Apartaments Reials. Els membres de la Cambra dels Lords utilitzen l'Entrada dels Pars, situada al mig de la façana del Pati del Palau Antic, que s'obre a un vestíbul. Una escala des d'allà condueix, a través d'un passadís i la Cambra del Príncep, a la Cambra dels Lords. Els membres del Parlament entren a la seva part de l'edifici des de l'entrada de membres, al costat sud del New Palace Yard. La seva ruta passa per un guarda-roba al nivell inferior dels claustres i finalment arriba al vestíbul dels membres, directament al sud de la Cambra dels Comuns. L'entrada de Sant Esteve, aproximadament al centre de la façana oest de l'edifici, és l'entrada pública. Des d'allà, els visitants pugen per unes escales fins al St Stephen's Hall, que alberga una col·lecció d'estàtues de marbre de parlamentaris destacats, i després al vestíbul central.

### Apartaments Reials

#### Porxo normand
L'entrada del Sobirà es troba sota la Torre Victòria. Va ser dissenyat per a l'ús del monarca i l'utilitzen durant l'obertura estatal del Parlament. L'Entrada del Sobirà també és l'entrada formal utilitzada pels dignataris visitants, així com el punt de partida de les visites públiques al palau.

#### Sala de roba

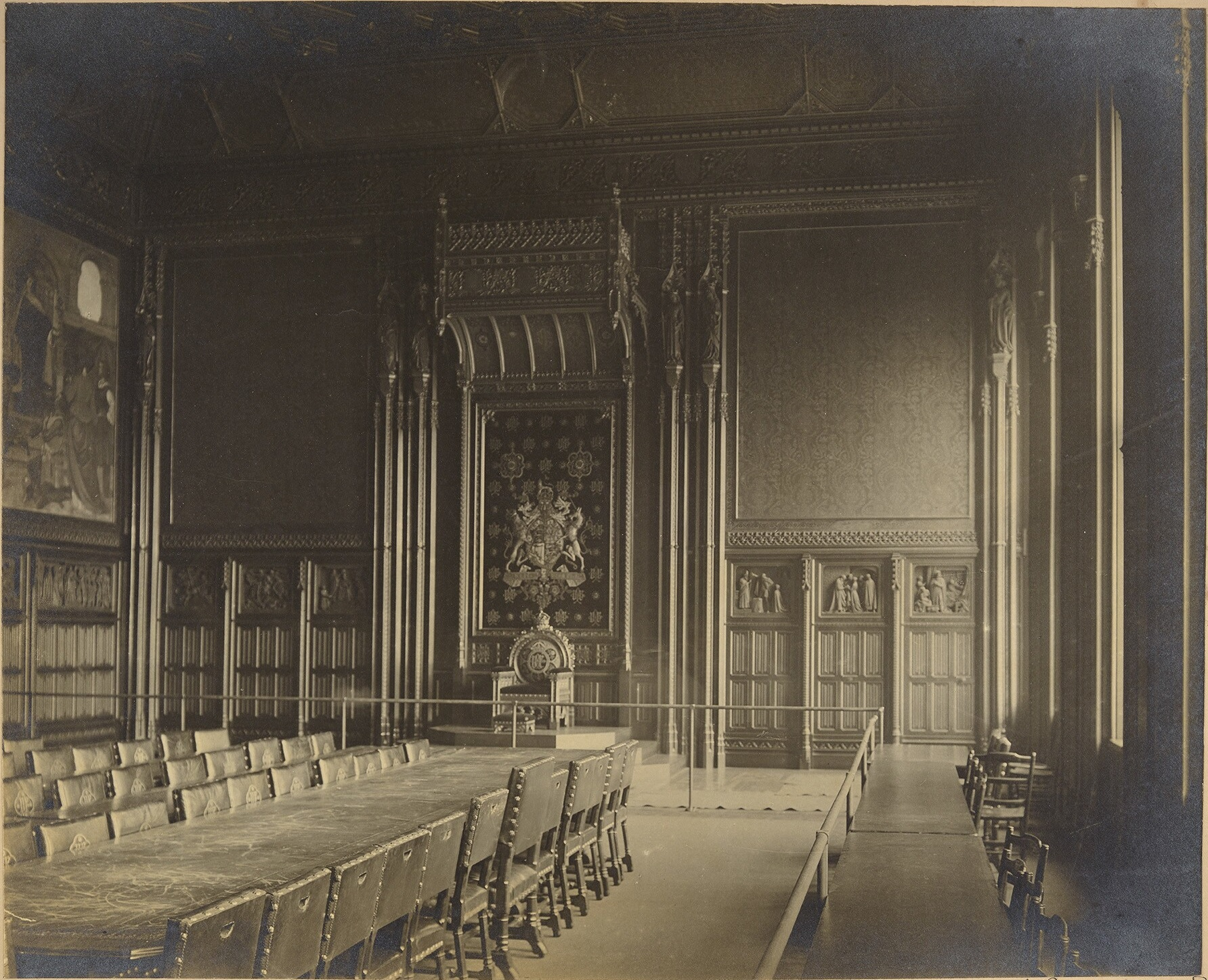
El vestidor el 1897

La Sala dels Vestits es troba a l'extrem sud de l'eix nord-sud del palau i ocupa el centre de la façana sud, amb vistes als Jardins de la Torre Victòria. És on el sobirà es prepara per a l'obertura estatal del Parlament canviant-se de roba oficial i posant-se la corona imperial. El centre d'atenció de la sala és la cadira d'estat, que es troba sobre una estrada de tres esglaons sota un dosser adornat amb els escuts i emblemes florals d'Anglaterra, Escòcia i Irlanda. Un panell de vellut porpra forma el teló de fons de la cadira, brodada per la Royal School of Needlework amb l'escut reial, envoltada d'estrelles i monogrames de la VR. Edward Barry va dissenyar tant la cadira —el coixí i el respatller de la qual també estan brodats— com la xemeneia de marbre ornamentada de l'altra banda de l'habitació, que presenta estàtues daurades de Sant Jordi i Sant Miquel.
El tema decoratiu de l'habitació és la llegenda del rei Artús, considerat per molts victorians la font de la seva nacionalitat. Cinc frescos pintats per William Dyce entre 1848 i 1864 cobreixen les parets, representant escenes al·legòriques de la llegenda. Cada escena representa una virtut cavalleresca; la més gran, entre les dues portes, es titula Admissió de Sir Tristram a la Taula Rodona i il·lustra la virtut de l'Hospitalitat. Originalment se'n van encarregar set, però les dues pintures restants no es van dur a terme a causa de la mort de l'artista, i als panells empaperats que flanquegen la Cadira d'Estat hi ha retrats a l'oli de la reina Victòria i el príncep Albert de Franz Xaver Winterhalter. Altres decoracions de la sala també estan inspirades en la llegenda artúrica, concretament una sèrie de 18 baixos relleus sota les pintures, tallats en roure per Henry Hugh Armstead, i el fris que recorre el sostre i que mostra els escuts d'armes atribuïts als Cavallers de la Taula Rodona. El sostre en si està decorat amb escuts heràldics, igual que la vora del terra de fusta , que, com es pot veure a la imatge adjacent, queda exposada per la catifa.
La Sala de Vestirs va ser utilitzada breument com a sala de reunions de la Cambra dels Lords, mentre que la Cambra de la Cambra dels Lords va ser ocupada per la Cambra dels Comuns, la cambra de la qual havia estat destruïda pel Blitz de 1941.

#### Galeria Reial
Immediatament al nord de la Sala de Vestirs hi ha la Galeria Reial. Amb 33,5 per 13,7 m, és una de les sales més grans del palau. El seu propòsit principal és servir com a escenari de la processó reial a les Obertures d'Estat del Parlament, que el públic observa des de seients temporals en grades a banda i banda del recorregut. També ha estat utilitzat en ocasions per estadistes estrangers visitants quan s'adreçaven a les dues Cambres del Parlament, així com per a recepcions en honor de dignataris estrangers, i més regularment per a l'esmorzar del Lord Canceller; en el passat va ser el teatre d'uns quants judicis de pars per part de la Cambra dels Lords. Els documents dels Arxius Parlamentaris estan exposats a la Galeria Reial (inclòs un facsímil de Carles I), i les taules i els seients ofereixen un espai de treball per als membres dels Lords que està convenientment a prop de la seva cambra de debats.

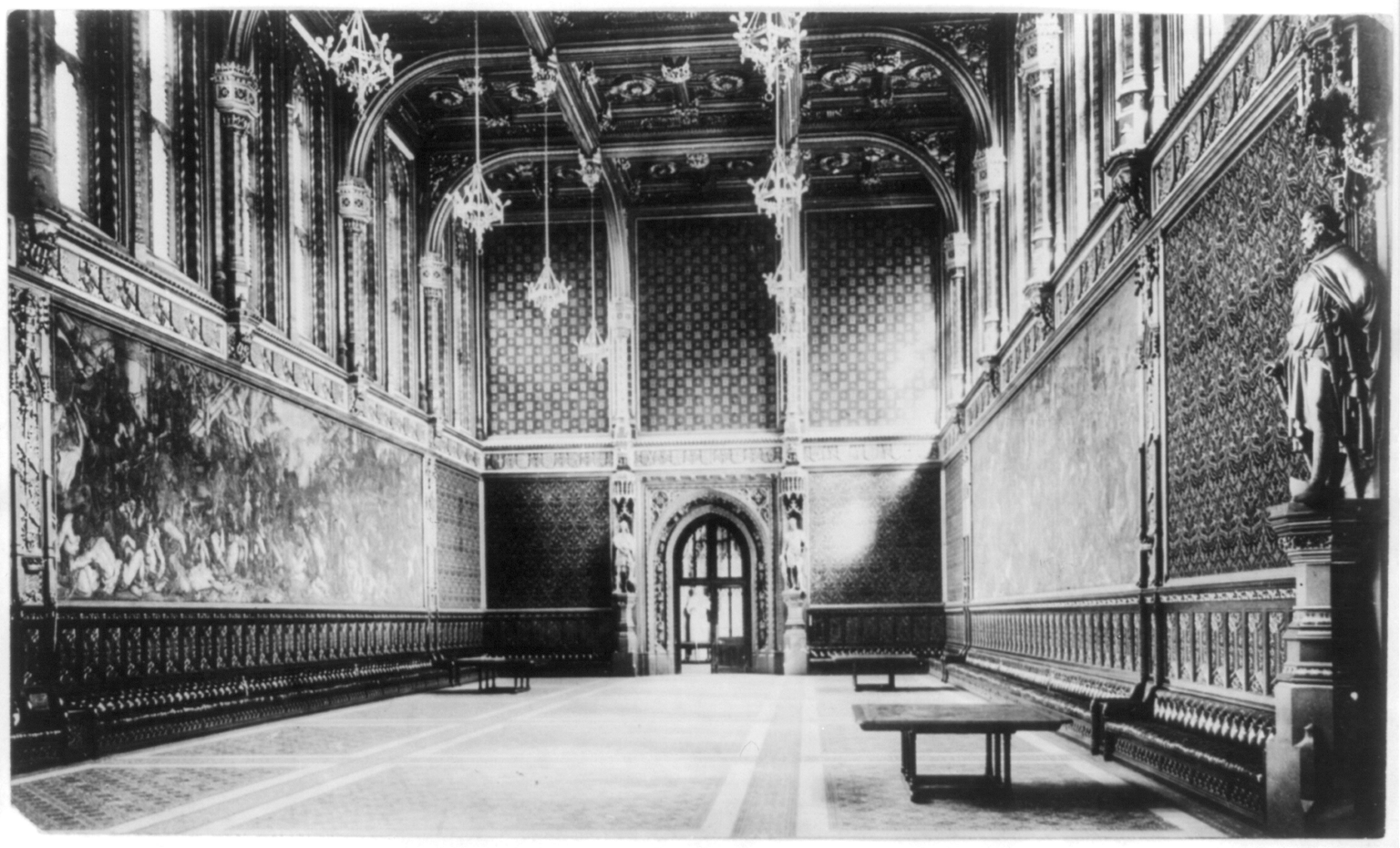
Imatge històrica de la Galeria Reial

L'esquema decoratiu de la Royal Gallery estava destinat a mostrar moments importants de la història militar britànica, i les parets estan decorades amb dues grans pintures de Daniel Maclise, cadascuna de 13,7 per 3,7 m: La mort de Nelson (que representa la caiguda de Lord Nelson a la batalla de Trafalgar el 1805) i La trobada de Wellington i Blücher després de la batalla de Waterloo (que mostra el duc de Wellington trobant-se amb Gebhard Leberecht von Blücher a la batalla de Waterloo el 1815). Els murals es van deteriorar ràpidament després de la seva finalització a causa de diversos factors, el més important és la contaminació atmosfèrica, i avui dia són gairebé monocroms, tot i que un estudi acabat de La mort de Nelson en millor estat es troba a la Walker Art Gallery de Liverpool. La resta dels frescos previstos van ser cancel·lats, i les parets estan plenes de retrats de reis i reines de Jordi I. Un altre element decoratiu amb matisos militars són les vuit estàtues de pedra daurada de Caen que flanquegen les tres portes i el mirador de la Galeria, esculpides per John Birnie Philip. Cadascuna representa un monarca durant el regnat del qual va tenir lloc una batalla o guerra clau. Són: Alfred el Gran i Guillem el Conqueridor; Ricard I i Eduard III; Enric V i Elisabet I; Guillem III i Anna. El sostre de panells, 13,7 m, per sobre del terra, presenta roses i lleons Tudor, i els vitralls mostren els escuts d'armes dels reis d'Anglaterra i Escòcia.

#### Cambra del Príncep

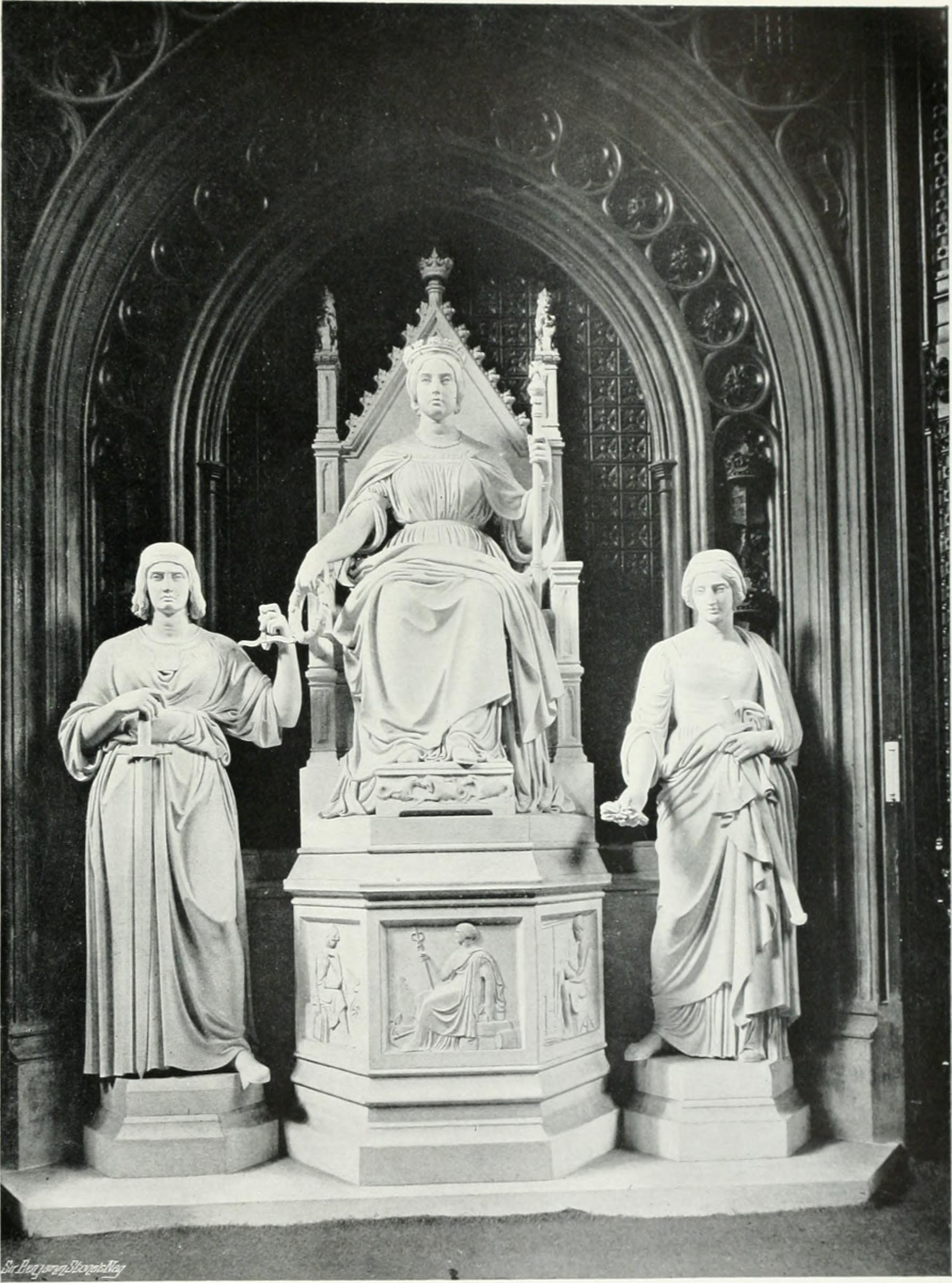
Sa Majestat la Reina Victòria, amb el suport de Justícia i Clemència, per John Gibson, Cambra del Príncep

El tema de la Cambra del Príncep és la història Tudor, i 28 retrats a l'oli pintats en panells repartits per la sala representen membres de la dinastia Tudor. Són obra de Richard Burchett i els seus alumnes, i la seva creació va comportar una extensa investigació, que va contribuir a la fundació de la National Portrait Gallery el 1856. 12 baixos relleus de bronze estan encastats a la paret sota els retrats, executats per William Theed entre 1855 i 1857. Les escenes incloses són El camp del drap d'or, La fugida de Maria, reina d'Escòcia i Raleigh estenent la seva capa com una catifa per a la reina. Per sobre dels retrats, a l'alçada de les finestres, hi ha còpies de sis dels deu tapissos de l'Armada, que van estar penjats a la cambra de la Cambra dels Lords fins a la seva destrucció a l'incendi de 1834 i que representaven la derrota de l'Armada Espanyola el 1588. El projecte es va suspendre el 1861 (moment en què només s'havia completat una pintura) i no es va reprendre fins al 2007; el 2018, les sis pintures són als llocs previstos.
La sala també conté una estàtua de la reina Victòria, asseguda en un tron (col·locat sobre un pedestal) i sostenint un ceptre i una corona de llorer, que mostren que governa i mana. Aquesta figura està flanquejada per estàtues al·legòriques de la Justícia i la Clemència, la primera amb una espasa nua i una expressió inflexible i la segona mostrant simpatia i oferint una branca d'olivera. El conjunt escultòric, fet de marbre blanc i esculpit per John Gibson el 1855, arriba als 2,44 m d'alçada; la seva mida s'ha considerat durant molt de temps desproporcionada amb els accessoris de la Cambra del Príncep, i les estàtues que les flanquegen van acabar emmagatzemades entre 1955 i 1976. Tanmateix, la mida i la ubicació del grup, a l'arc davant de les portes de la Galeria Reial (que es retiren abans de les Obertures d'Estat del Parlament per facilitar la processó reial), indiquen que estava destinat a ser vist des de la distància i a recordar simbòlicament al monarca els seus deures reials mentre caminaven per la Galeria Reial de camí a pronunciar el seu discurs.

### Recinte de la Cambra dels Lords

#### Cambra dels Lords

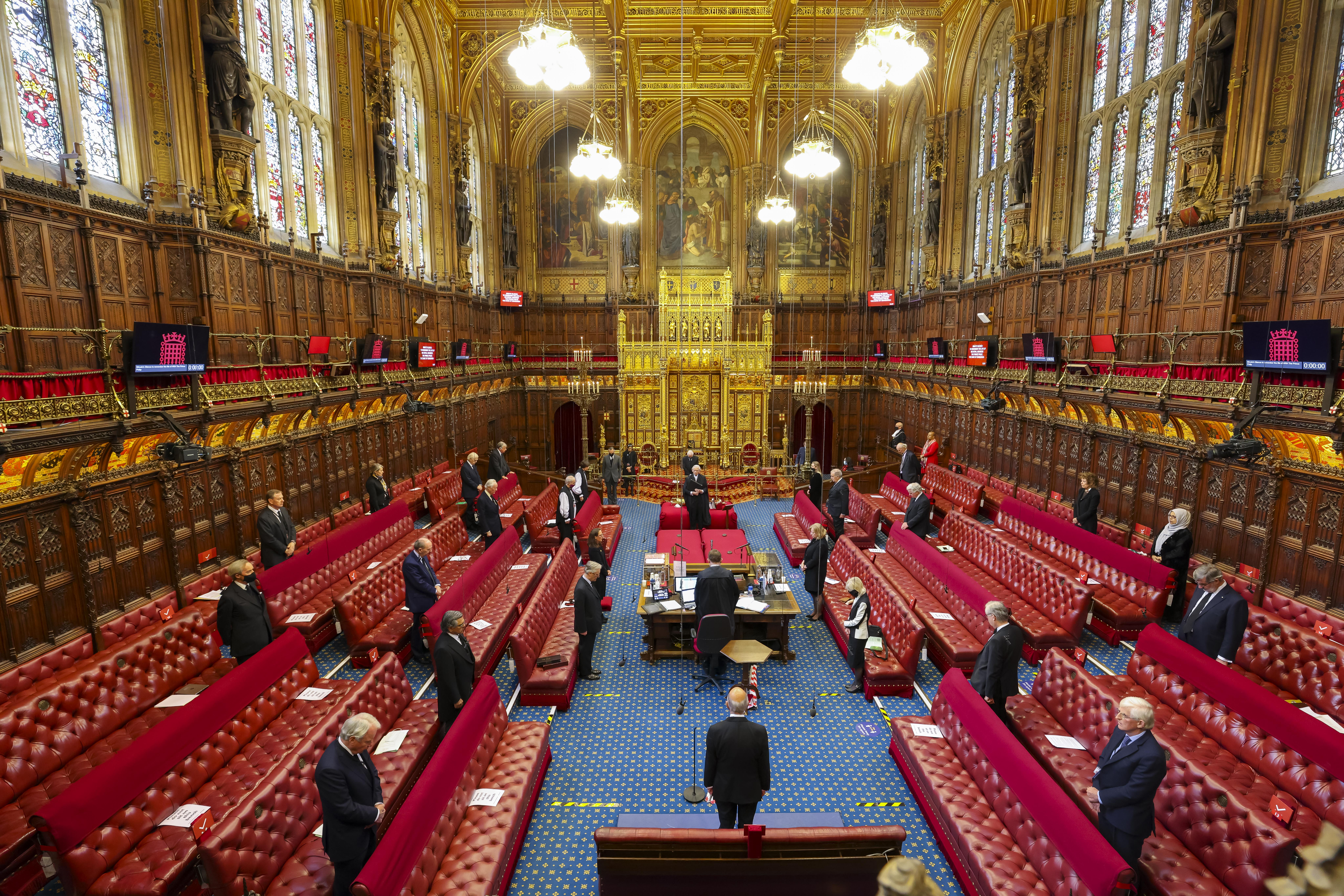
El Tron del Sobirà i el seu dosser daurat dominen l'ornamentada Cambra dels Lords.

La Cambra dels Lords es troba a la part sud del Palau de Westminster. La sala, molt decorada, fa 13,7 per 24,4 m. Els bancs de la Cambra, així com altres mobles del costat dels Lords del palau, són de color vermell. La part superior de la Cambra està decorada amb vitralls i sis frescos al·legòrics que representen la religió, la cavalleria i la llei.
A l'extrem sud de la Cambra hi ha el dosser i el tron daurats i ornamentats; tot i que el sobirà teòricament pot ocupar el tron durant qualsevol sessió, només assisteix a l'obertura estatal del Parlament. Altres membres de la Família Reial que assisteixen a la Inauguració de l'Estat utilitzen les Cadires d'Estat al costat del Tron, i els fills dels nobles sempre tenen dret a seure als esglaons del Tron. Davant del Tron hi ha el Woolsack, un coixí vermell sense braços farcit de llana, que representa la importància històrica del comerç de la llana i que utilitza el funcionari que presideix la Cambra (el Lord Speaker des del 2006, però històricament el Lord canceller o un adjunt). La maça de la Casa, que representa l'autoritat reial, es col·loca a la part posterior del Woolsack. Davant del Woolsack hi ha el Woolsack dels Jutges, un coixí vermell més gran que solia ser ocupat durant la Inauguració de l'Estat pels Law Lords (que eren membres de la Cambra dels Lords), i en un futur pels jutges del Tribunal Suprem i altres jutges (siguin o no membres), per representar el poder judicial del govern. La Taula de la Cambra, on seuen els secretaris, és al davant.
Els membres de la Cambra ocupen bancs vermells a tres costats de la Cambra. Els bancs a la dreta del Lord Orador formen el Costat Espiritual i els de la seva esquerra formen el Costat Temporal. Els Lords Espirituals (arquebisbes i bisbes de l'Església d'Anglaterra) ocupen tots el costat espiritual. Els Lords Temporals (nobles) seuen segons l'afiliació política: els membres del partit governamental seuen al costat espiritual, mentre que els de l'oposició seuen al costat temporal. Alguns parells, que no tenen cap afiliació política, seuen als bancs del mig de la Cambra, davant del Woolsack; per tant, se'ls coneix com a diputats creuats.

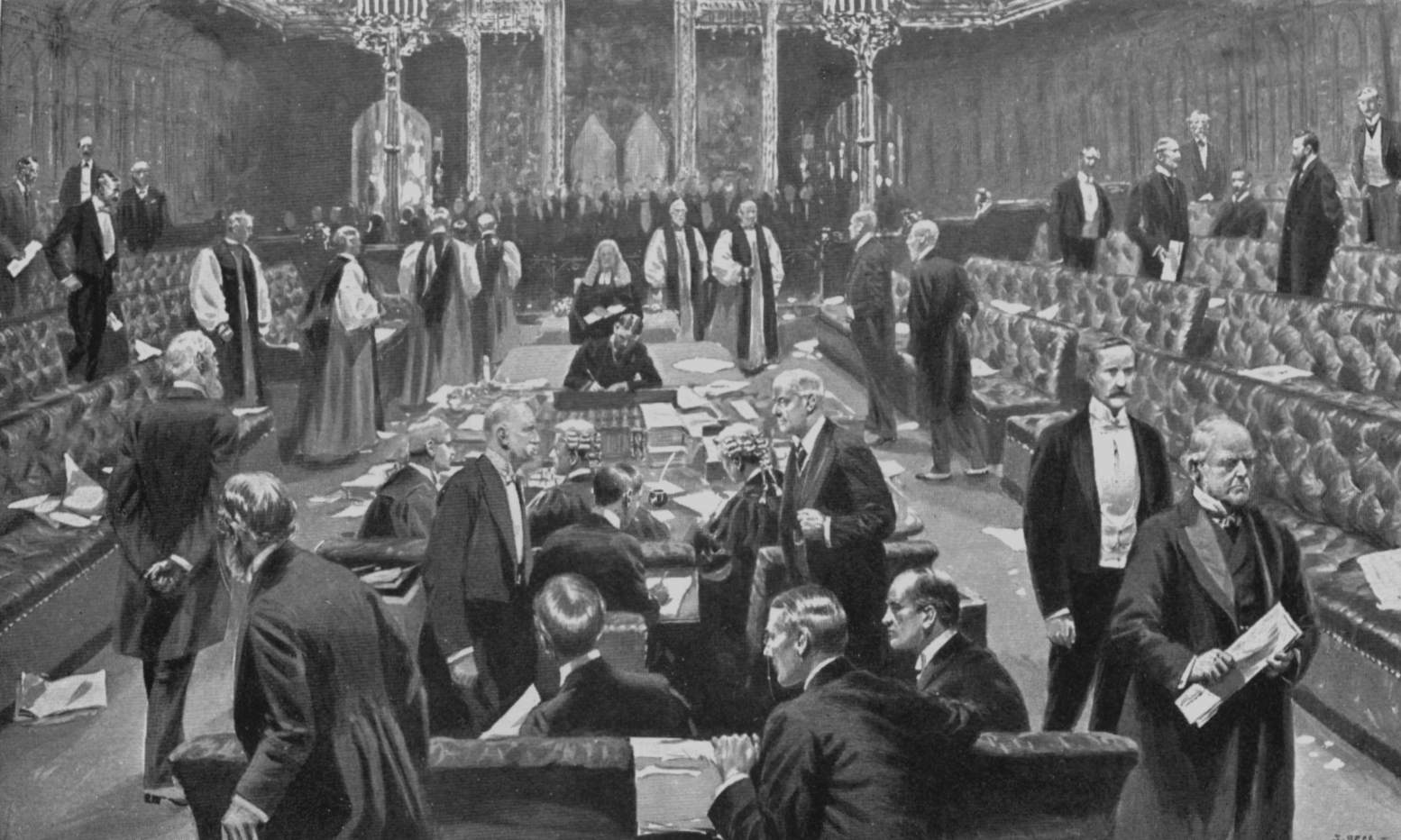
L'aprovació de la Llei del Parlament de 1911. Les votacions a les dues cambres del Parlament es duen a terme en forma de divisions.

La Cambra dels Lords és la seu de cerimònies televisades a nivell nacional, la més important de les quals és l'Obertura Estatal del Parlament, que se celebra formalment per obrir cada sessió parlamentària anual, ja sigui després d'unes eleccions generals o a la tardor. En aquesta ocasió, hi ha representats tots els elements constitucionals del govern: la Corona (literalment i figurativament en la persona del Sobirà), els Lords Espirituals i Temporals, i els Comuns (que junts formen el Poder Legislatiu), el Poder Judicial (tot i que cap jutge és membre de cap de les Cambres del Parlament) i l'Executiu (tant els Ministres del Govern com les unitats militars cerimonials que assisteixen al Sobirà); i un gran nombre de convidats estan convidats a anar a la gran Galeria Reial que es troba just a l'exterior de la Cambra. El Sobirà, assegut al Tron, pronuncia el Discurs del Tron, on exposa el programa del Govern per a l'any i l'agenda legislativa de la propera sessió parlamentària. Els Comuns no poden entrar a la sala de debats dels Lords; en canvi, observen els procediments des de més enllà del bar de la Cambra, just a dins de la porta. Una petita cerimònia purament formal se celebra per acabar cada sessió parlamentària, en què el sobirà està simplement representat per un grup de Lords Comissionats.
Després del Blitz, que va destruir la cambra de la Cambra dels Comuns, la cambra dels Lords va ser ocupada pels Comuns. Els Lords van utilitzar temporalment la Sala dels Vestiments durant la reconstrucció. La inauguració estatal del Parlament es va dur a terme amb normalitat, i es van utilitzar les noves sales. Encara se'n poden veure proves avui dia, amb danys clarament visibles en una de les portes on van ser colpejades per Black Rod.

#### Peers' Lobby
Directament al nord de la Cambra dels Lords es troba el Vestíbul dels Pars, una antecambra on els Lords poden discutir o negociar informalment assumptes durant les sessions de la Cambra, així com recollir missatges dels porters, que controlen l'accés a la Cambra. El vestíbul és una sala quadrada de 12 m a cada costat i 10 m d'alçada, i una de les seves característiques principals és la peça central del terra, una rosa Tudor radiant feta de marbres de Derbyshire i situada dins d'un octògon de plaques de llautó gravades. La resta del terra està pavimentat amb rajoles encàustiques amb dissenys heràldics i lemes llatins. Les parets estan revestides de pedra blanca i cadascuna està perforada per una porta; per sobre dels arcs es mostren escuts que representen les sis dinasties reials que van governar Anglaterra fins al regnat de la reina Victòria (saxona, normanda, Plantagenet, Tudor, Stuart i Hanoveriana), i entre altres hi ha finestres tenyides amb els escuts de les primeres famílies aristocràtiques d'Anglaterra.
De les portes, la del sud —que condueix a la Cambra dels Lords— és la més magnífica i llueix molts daurats i decoracions, incloent-hi l'escut reial complet. Està tancat per les Portes de Llautó, un parell de portes elaboradament perforades i amb claus que juntes pesen 1,5 tones. Les portes laterals, que tenen rellotges, s'obren a passadissos: a l'est s'estén el passadís dels Law Lords, que condueix a les biblioteques, i a prop, a l'oest, hi ha la Sala de Moisès, utilitzada per als Grans Comitès.
Al nord hi ha el corredor voltat dels Peers, decorat amb vuit murals de Charles West Cope que representen escenes històriques del període al voltant de la Guerra Civil anglesa. Els frescos van ser executats entre 1856 i 1866, i cada escena va ser escollida específicament per representar les lluites a través de les quals es van guanyar les llibertats nacionals. Alguns exemples inclouen el president Lenthall afirmant els privilegis dels Comuns contra Carles I quan es va intentar apoderar-se dels cinc membres, que representa la resistència contra el govern absolut, i L'embarcament dels Pares Pelegrins cap a Nova Anglaterra, que il·lustra el principi de la llibertat de culte.

### Vestíbul central

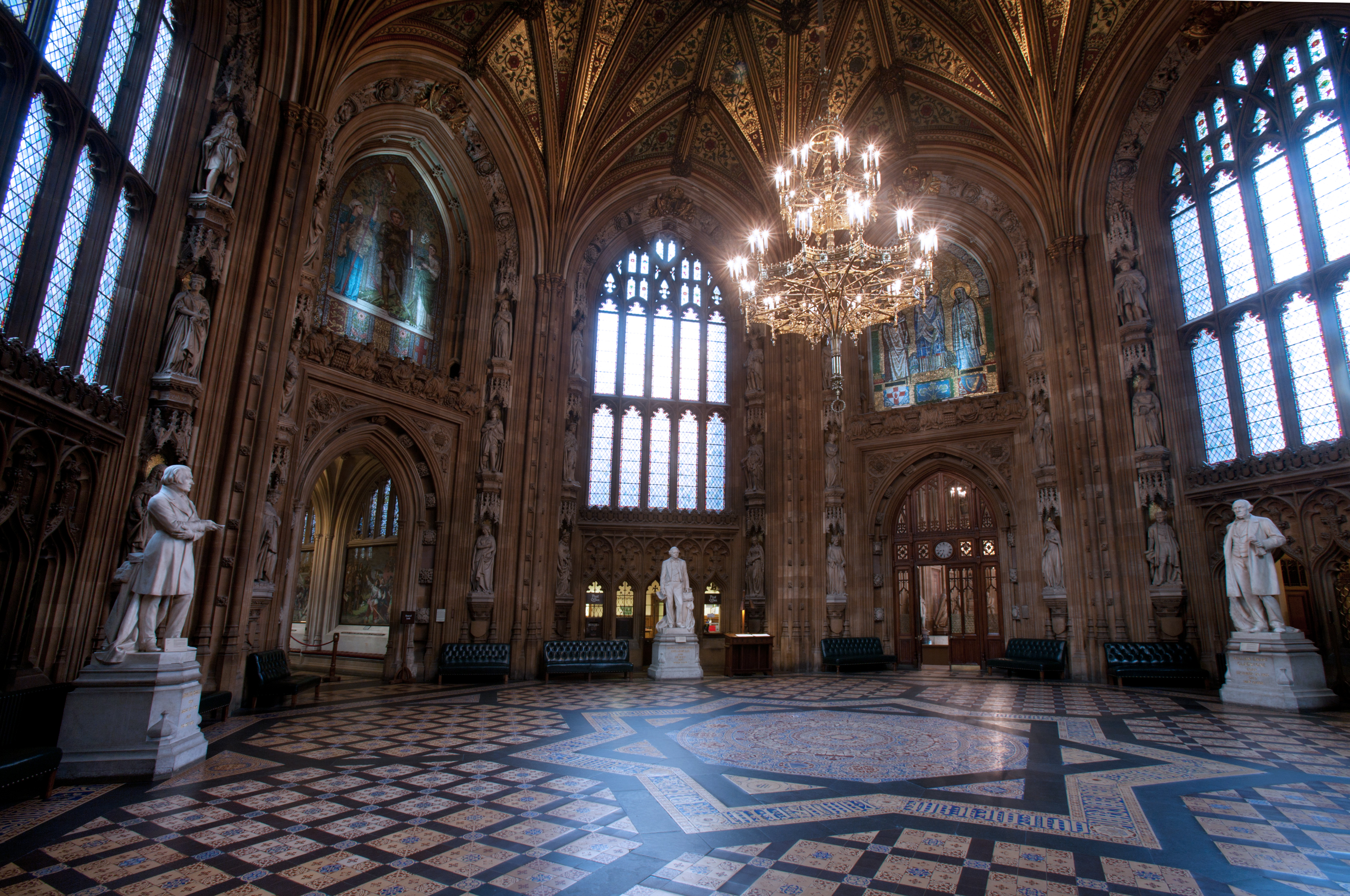
Sant Jordi per a Anglaterra, de Sir Edward Poynter, i Sant Patrici per a Irlanda, de Robert Anning Bell, són dos dels quatre mosaics que decoren el vestíbul central.

Originalment anomenat Octagon Hall degut a la seva forma, el Vestíbul Central és el cor del Palau de Westminster. Es troba directament sota la Torre Central i forma una concorreguda cruïlla entre la Cambra dels Lords al sud, la Cambra dels Comuns al nord, el Saló de Sant Esteve i l'entrada pública a l'oest, i el Saló d'Espera Inferior i les biblioteques a l'est. La seva ubicació a mig camí entre les dues cambres de debat ha portat al teòric constitucional Erskine May a descriure al Lobby com el centre polític de l'Imperi Britànic, i permet a una persona dempeus sota el gran canelobre veure tant el Tron Reial com el President Parlant, sempre que totes les portes intervinents estiguin obertes. Els electors poden reunir-se aquí amb els seus diputats al Parlament, fins i tot sense nomenament, i aquesta pràctica és l'origen del terme lobbisme. El saló és també el teatre de la processó de l'orador, que passa d'aquí en camí a la Cambra dels Comuns abans de cada sessió de la Cambra.
El vestíbul central mesura 18 m d'amplada i 23 m des del terra fins al centre del sostre voltat. Els panells entre les nervadures de la volta estan coberts amb un mosaic de vidre venecià que mostra emblemes florals i insígnies heràldiques, i els protuberàncies de les interseccions de les nervadures també estan esculpides en símbols heràldics. Cada paret del vestíbul està continguda en un arc ornamentat amb estàtues de monarques anglesos i escocesos; als quatre costats hi ha portes, i els timpans que hi ha a sobre estan adornats amb mosaics que representen els sants patrons de les nacions constituents del Regne Unit: Sant Jordi per Anglaterra, Sant Andreu per Escòcia, Sant David per Gal·les i Sant Patrici per Irlanda. Els altres quatre arcs estan ocupats per finestres altes, sota les quals hi ha mampares de pedra: l'oficina de correus de la sala, una de les dues que hi ha al palau, es troba darrere d'una d'aquestes mampares. Davant d'ells hi ha quatre estàtues més grans que la vida d'estadistes del segle xix, inclosa una del quatre vegades primer ministre William Gladstone. El terra on es troben està enrajolat amb rajoles encàustiques de Minton amb patrons complexos i inclou un passatge del Salm 127 escrit en llatí, que es tradueix de la següent manera: Si el Senyor no construeix la casa, el treball dels qui la construeixen és perdut.
El Corredor condueix des del Vestíbul Central fins al Saló d'Espera Inferior, i els seus sis panells van romandre en blanc fins a 1910, quan estaven plens d'escenes de la història de Tudor. Tots van ser pagats per parells liberals i cadascun va ser el treball d'un artista diferent, però la uniformitat es va aconseguir entre els frescos gràcies a una paleta de colors comuna de vermell, negre i or i una altura uniforme per als personatges representats. Una de les escenes probablement no és històrica: Arrencar les roses vermelles i blanques en els antics jardins del temple, representant l'origen d'aquestes flors com a emblemes de les Cases de Lancaster i York respectivament, va ser pres de l'obra de Shakespeare Henry VI, Part 1.

### Recinte de la Cambra dels Comuns

#### Vestíbul dels membres

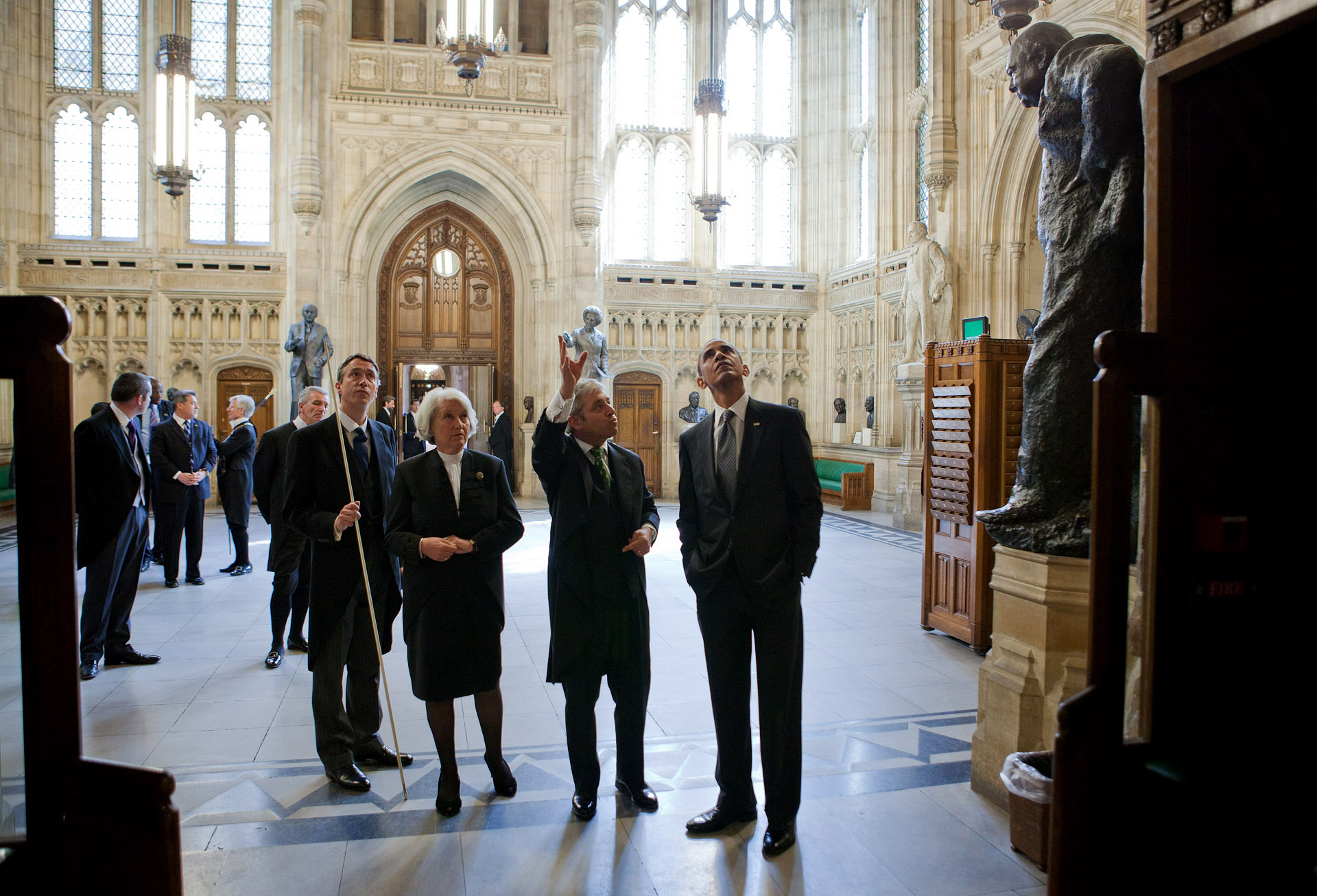
El president dels Estats Units, Barack Obama (dreta), al vestíbul dels membres durant una visita al Palau el maig de 2011. Amb ell hi ha, d'esquerra a dreta: el Lord Gran Camerlenc, el marquès de Cholmondeley, sostenint el seu bastó blanc de càrrec; la Lord Speaker, la baronessa Hayman ; i el Speaker de la Cambra dels Comuns, John Bercow

Continuant cap al nord des del vestíbul central hi ha el corredor dels comuns. Té un disseny gairebé idèntic al seu homòleg sud i està decorat amb escenes de la història política del segle xvii entre la Guerra Civil i la Revolució de 1688 . Van ser pintats per Edward Matthew Ward i inclouen temes com ara Monjo declarant per un Parlament lliure i Els Lords i els Comuns presentant la Corona a Guillem III i Maria II al Saló de Banquets. Després, reflectint la disposició de la part dels Lords del palau, hi ha una altra antecambra, el vestíbul dels membres . En aquesta sala, els membres del Parlament mantenen debats o negociacions, i sovint són entrevistats per periodistes acreditats, coneguts col·lectivament com a El Vestíbul.
La sala és similar al vestíbul dels Peers però de disseny més senzill i lleugerament més gran, formant un cub de 13,7 m per tots els costats. Després dels greus danys que va patir durant els bombardejos de 1941, va ser reconstruïda en un estil simplificat, cosa que es veu sobretot en el terra, que gairebé no té cap ornament. L'arc de la porta que condueix a la Cambra dels Comuns no s'ha reparat com a recordatori dels mals de la guerra, i ara es coneix com l'Arc de les Enderrocs o l'Arc de Churchill. Està flanquejat per estàtues de bronze de Winston Churchill i David Lloyd George, els primers ministres que van dirigir la Gran Bretanya durant la Segona i la Primera Guerra Mundial respectivament; tres centímetres de cadascuna brilla de manera crida/anomenanera, resultat d'una llarga tradició que els diputats les freguen per tenir bona sort abans del seu discurs inaugural . El vestíbul conté els busts i estàtues de la majoria dels primers ministres del segle xx, així com dos grans panells on els diputats poden rebre cartes i missatges telefònics, dissenyats per a l'ús de la Cambra i instal·lats a principis dels anys seixanta.

#### Cambra dels Comuns
La Cambra dels Comuns es troba a l'extrem nord del Palau de Westminster; es va inaugurar el 1950 després que la cambra victoriana fos destruïda el 1941 i reconstruïda sota la direcció de l'arquitecte Giles Gilbert Scott. La Cambra mesura 14 per 20,7 m i té un estil més senzill que la Cambra dels Lords; els bancs, així com altres mobles del costat dels Comuns del palau, són de color verd. Els membres del públic tenen prohibit seure als bancs. Altres parlaments de països de la Commonwealth, inclosos els de l'Índia, el Canadà, Austràlia i Nova Zelanda, han copiat l'esquema de colors sota el qual la Cambra Baixa s'associa amb el verd i la Cambra Alta amb el vermell.

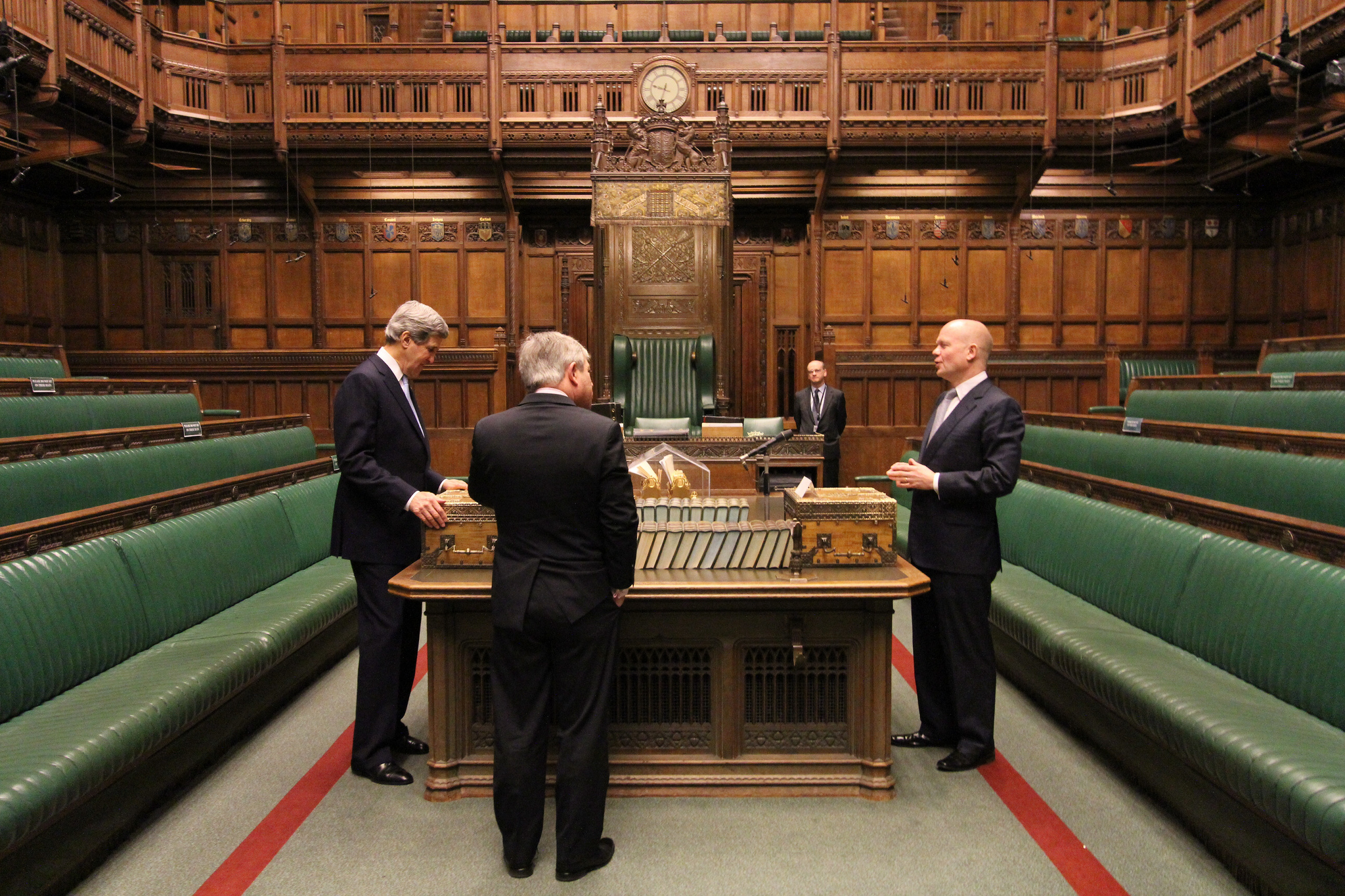
D'esquerra a dreta: el secretari d'Estat dels EUA, John Kerry, el president de la Cambra dels Comuns, John Bercow, i el secretari d'Afers Exteriors, William Hague, examinen les caixes d'enviament el 25 de febrer de 2013.

A l'extrem nord de la Cambra hi ha la Cadira del Portaveu, un regal d'Austràlia al Parlament. L'actual cadira del president de la Cambra de Representants britànica és una còpia exacta de la cadira del president que va ser donada a Austràlia (que alhora és una còpia de la cadira original) per la branca del Regne Unit de l' Associació Parlamentària de l'Imperi, per celebrar la inauguració del Parlament Provisional de Canberra. Davant de la cadira del president hi ha la Taula de la Cambra, on seuen els secretaris i sobre la qual es col·loca la maça cerimonial dels Comuns. La taula va ser un regal del Canadà. Les bústies d'enviament, on els diputats (diputats) sovint s'hi recolzen o hi deixen les notes durant les preguntes i els discursos, són un regal de Nova Zelanda. Hi ha bancs verds a banda i banda de la Cambra; els membres del partit del Govern ocupen els bancs a la dreta del president de la Cambra, mentre que els de l'oposició ocupen els bancs a l'esquerra del president. No hi ha escons creuats com a la Cambra dels Lords. La Cambra és relativament petita i només pot acollir 427 dels 650 membres del Parlament; durant les preguntes al primer ministre i en els debats importants, els diputats es troben a cada extrem de la Cambra.
Per tradició, el sobirà britànic no entra a la Cambra dels Comuns. L'últim monarca a fer-ho va ser el rei Carles I, el 1642. El rei va intentar arrestar cinc membres del Parlament acusats d'alta traïció, però quan va preguntar al president de la Cambra, William Lenthall, si tenia coneixement del parador d'aquests individus, Lenthall va respondre la famosa frase: «Que plagui a Sa Majestat, no tinc ni ulls per veure ni llengua per parlar en aquest lloc, sinó com la Cambra es plagui a indicar-me, de la qual sóc aquí el meu servent». Des de llavors, a l'obertura estatal del Parlament, quan el Bastó Negre que representa el monarca s'acosta a les portes de la cambra de la Cambra dels Comuns per fer la citació, les portes li són tancades de cop a la cara. Black Rod ha de colpejar la porta tres vegades amb un bastó per ser admès i emetre la citació del monarca als diputats perquè hi assisteixin. Quan es van completar les reparacions després dels bombardejos de la Segona Guerra Mundial, la cambra reconstruïda va ser inaugurada pel rei Jordi VI el 26 d'octubre de 1950, i va ser convidat a una visita no oficial de la nova estructura pels líders de la Cambra dels Comuns.
Les dues línies vermelles al terra de la Cambra dels Comuns mesuren 2,5 m de distància, que, segons la tradició apòcrifa, es pretén que sigui d'una mica més de dues espases de llargada. Es diu que l'objectiu original d'això era evitar que les disputes a la Cambra degeneressin en duels. Tanmateix, no hi ha constància d'un moment en què els membres del Parlament poguessin portar espases a la Cambra; històricament, només el sergent d'armes ha pogut portar una espasa com a símbol del seu paper al Parlament, a més de la vara negra quan convoca els Comuns als Lords, i hi ha bucles de cinta rosa al vestidor dels membres perquè els diputats pengin les seves espases abans d'entrar a la Cambra. En l'època en què els cavallers portaven espases, no hi havia cues a la Cambra. El protocol dicta que els diputats no poden creuar aquestes línies quan parlen; un membre del Parlament que infringeixi aquesta convenció serà criticat durament pels membres de l'oposició.

### Westminster Hall

Westminster Hall a principis del, coronat per la seva teulada medieval de bigues de martell

El Westminster Hall és una gran sala medieval i l'edifici palatí més antic que es conserva. Va ser erigida el 1097 per a Guillem II (Guillem Ruf), moment en què va ser la sala més gran d'Europa. L'edifici ha tingut diverses funcions al llarg dels anys, com ara haver estat utilitzat amb finalitats judicials des del segle XII fins al segle xix. Quan es pronuncia un discurs conjunt a les dues cambres del Parlament del Regne Unit, la Cambra dels Comuns i la Cambra dels Lords, la sala és en rares ocasions l'escenari. També es va utilitzar per acollir banquets de coronació fins al segle xix, i des del segle XX ha estat el lloc habitual per a les cerimònies funeràries i els funerals cerimonials.
La sala és particularment notable per la seva teulada de bigues de martell, una forma típica de l'arquitectura gòtica anglesa que utilitza encavallades horitzontals per abastar grans distàncies; originalment la sala tenia tres naus. La teulada va ser encarregada per a Ricard II el 1393 i construïda pel fuster reial, Hugh Herland . És la teulada medieval més gran d'Anglaterra, amb unes dimensions de 20,7 per 73,2 metres. Les fustes de roure provenien de boscos del sud-est d'Anglaterra i es van muntar prop de Farnham, Surrey, a 56 quilòmetres de Westminster.  Al mateix temps, la resta de la sala va ser remodelada pel mestre paleta Henry Yevele, que va revestir les parets i va afegir quinze estàtues de reis de mida natural col·locades en nínxols.  Les renovacions inclouen vuitanta-tres representacions úniques de la insígnia heràldica preferida de Richard, un cérvol blanc encadenat descansant.

### Altres habitacions
Hi ha dues suites de biblioteques a la planta principal, amb vistes al riu, per a la Biblioteca de la Cambra dels Lords i la Biblioteca de la Cambra dels Comuns.
El Palau de Westminster també inclou apartaments d'estat per als presidents de les dues Cambres. La residència oficial del Portaveu es troba a l'extrem nord del palau; els apartaments del Lord Canceller es troben a l'extrem sud. Cada dia, l'Speaker i el Lord Speaker participen en processons formals des dels seus apartaments fins a les seves respectives cambres.
El Strangers' Bar és un dels nombrosos bars, cafeteries i restaurants del Palau de Westminster, amb normes diferents pel que fa a qui pot utilitzar les seves instal·lacions; molts d'ells no tanquen mai mentre la Cambra està en sessió. També hi ha un gimnàs, una perruqueria; i hi havia un camp de tir (que va tancar el 2015). El Parlament també té dues botigues de records, on es venen des de clauers i porcellana de la Cambra dels Comuns fins a xampany de la Cambra dels Comuns.